# Pintor da corte

Las Meninas (1656), de Diego Velázquez, mostra uma princesa observando seus pais, retratados num espelho ao fundo, enquanto Velázquez os pinta; a cruz em seu peito foi acrescentada posteriormente, de acordo com a lenda, pintada pelo próprio rei, depois do artista receber a Ordem de Santiago em 1659 (clique na imagem e mova o cursor sobre as figuras para identificá-las).

Um pintor da corte era um artista que pintava membros de uma família real ou principesca, por vezes pago com um salário fixo e em caráter de exclusividade no qual o artista não deveria assumir outros trabalhos. Pintores eram a ocupação mais comum, mas o artista da corte também poderia ser um escultor da corte. Na Europa ocidental, o papel começou a surgir no meio do século XIII.
Especialmente na Baixa Idade Média, eles, via de regra, recebiam o cargo de valet de chambre. Normalmente, era-lhes dado um salário e um título formal e, com frequência, uma pensão vitalícia, embora as condições variassem bastante. Comumente, contudo, ao artista era pago somente um adiantamento e, adicionalmente, ele — ou, menos frequentemente, ela — recebia por obras que produzia para o monarca. Para o artista, uma nomeação para a corte trazia consigo a vantagem de liberá-lo da restrição de guildas locais de pintores, embora na Idade Média e na Renascença também tivesse de gastar bastante tempo realizando trabalhos decorativos ao redor do palácio e criando obras temporárias para exibições e entretenimento da corte. Alguns artistas, como Jan van Eyck ou Diego Velázquez, eram empregados de outras maneiras na corte, como diplomatas, funcionários ou administradores.
Na Inglaterra, o papel de serjeant painter foi criado para trabalhos mais mundanos de decoração, deixando o "pintor do Rei" (e da Rainha) livre para pintar, sobretudo, retratos. Da dinastia Stuart até a Rainha Vitória, o trabalho era uma nomeação usual da corte chamada de primeiro pintor da corte (Principal Painter in Ordinary, no original), normalmente ocupada por um especialista em retratos. Por vezes, nomeações paralelas e menos oficiais eram feitas, como a de Francis Bourgeois como pintor real de paisagens ou a de pintor de flores (Flower Painter in Ordinary, no original), que trabalhava para a rainha. Premier peintre du Roi (Primeiro Pintor do Rei) foi a principal nomeação francesa de 1603 a 1791, nem sempre ocupada. Isto não se restringia a pintores de retratos, mas, diferente de outras cortes, o titular sempre era nativo da França.
Os escultores da corte eram geralmente nomeados quando havia um grande programa de construção que exigia escultura, ou em períodos, como as décadas por volta de 1500 e o movimento barroco, quando a escultura de retrato era especialmente requisitada. Em algumas cortes alemãs do século XVIII, grande parte do trabalho do escultor da corte era desenhar estatuetas e outros artigos para a fábrica de porcelana do príncipe. Cabeças para moedas também podiam ser projetadas por um escultor da corte. Não havia um papel regular para um escultor inglês, embora Grinling Gibbons fosse chamado de "Escultor do Rei" para Carlos II. Há exceções, principalmente Giambologna, que os Médici nunca deixaram em Florença por temer que os Habsburgos o pegassem. Para os artistas mais famosos do Renascimento, a prisão de uma única corte era algo a ser evitado, como Ticiano teve o cuidado de fazer, permanecendo em Veneza.

## Retratos da corte

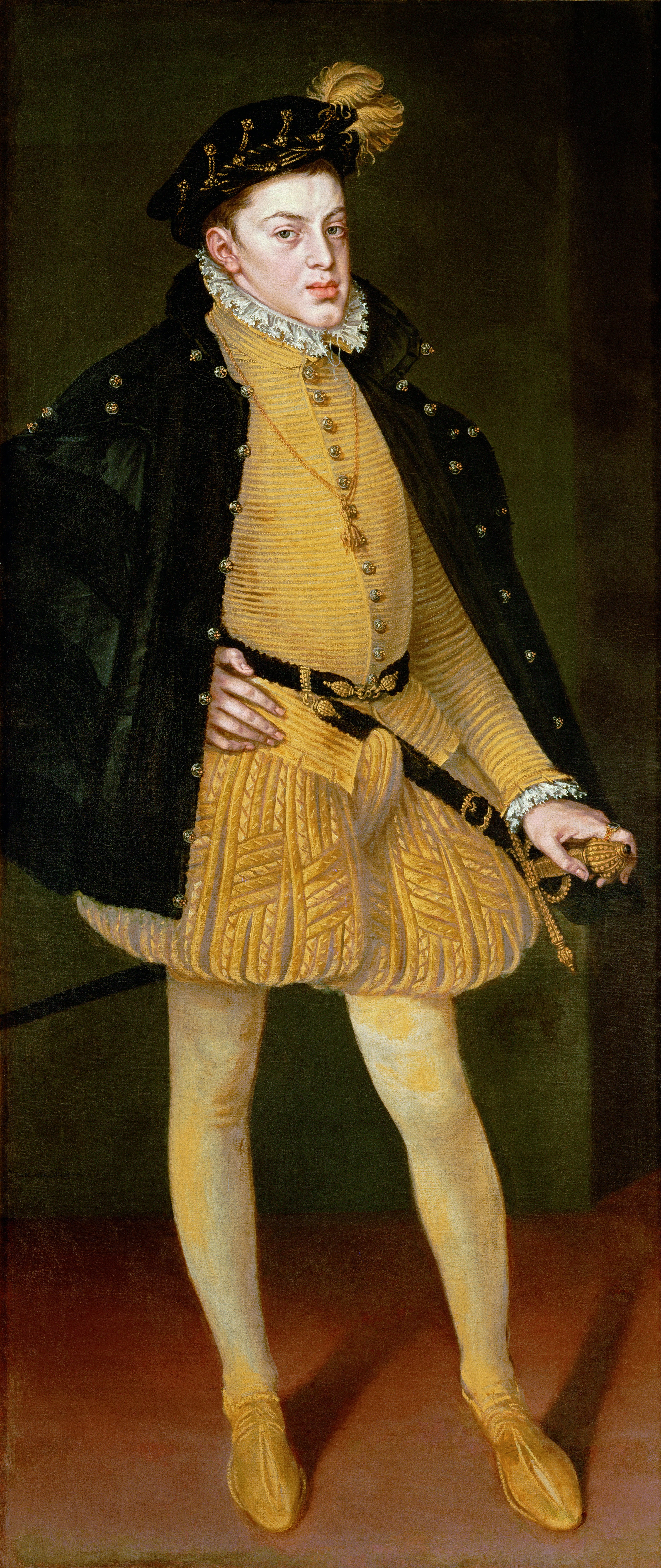
Dom Carlos por Alonso Sánchez Coello, 1564. Enviado a Viena em uma tentativa frustrada de promover um casamento

Os monarcas medievais e renascentistas geralmente encontravam-se muito raramente, se é que encontravam-se, apesar da densa rede de parentesco que os unia. As princesas casadas no exterior muitas vezes nunca mais viram sua família próxima, e os filhos da realeza geralmente eram criados fora da corte e talvez não vissem seus pais por intervalos consideráveis. Além de serem ícones de grandeza, os retratos podem ser tudo o que os membros da família viram um do outro por muitos anos, e muitas vezes eram muito esperados e cuidadosamente examinados. Em particular, os retratos de crianças reais, circulados na família, podem ser examinados com ansiedade e usados para diagnosticar problemas de saúde. Os retratos de ambas as partes em um casamento em negociação eram frequentemente trocados, e os homens parecem ter sido importantes na escolha de uma esposa; era preferível enviar o próprio pintor para a dama, embora os homens fossem pintados com mais frequência por um artista da casa. Um desses retratos de Carlos, Príncipe das Astúrias, foi enviado a Viena, onde estava sendo considerado um casamento, com uma carta de apresentação do embaixador austríaco em Madri, notando aspectos de sua aparência que o pintor havia encoberto. O casamento nunca aconteceu. De fato, esses retratos parecem ter sido um dos primeiros usos dos retratos da corte, com exemplos do século XV, como Henrique VI de Inglaterra enviando "Hans, o pintor", para ilustrar as filhas de João IV, conde de Armagnac, já em 1442.
A partir de meados do século XVI, à medida que a troca de retratos reais aumentava, as obras de pintores das maiores cortes foram vistas em toda a Europa, dando-lhes grandes oportunidades para anunciar seu estilo. A continuidade estilística na corte espanhola foi especialmente marcada, começando com Ticiano, que pintou Carlos V e Filipe II, mas não pôde se mudar para a Espanha. Antônio Mouro, dos Países Baixos, trabalhou para os Habsburgos por vários anos e desenvolveu um estilo que, na melhor das hipóteses, combinava grande parte da grandiosidade e penetração psicológica dos retratos de Ticiano com uma apresentação mais severa e formal, admirada na Espanha, e uma atenção holandesa aos detalhes e acabamento. Ele não pôde ficar muito tempo na Espanha, mas treinou Alonso Sánchez Coello, pintor da corte de Filipe por 28 anos, até sua morte em 1588. Por sua vez, ele treinou Juan Pantoja de la Cruz, seu sucessor até a morte em 1608. Seu aluno, o indistinto Rodrigo de Villandrando, ocupou o cargo até sua morte em 1622, quando Diego Velázquez, de 23 anos, foi convocado para Madri e logo foi contratado pela corte, permanecendo com ele até sua morte em 1660. Seus retratos, em muitos aspectos, têm base em seus antecessores.
No século XVII, os retratos oficiais tinham um modelo acordado, ocasionalmente renovado, que era cada vez mais copiado em grande número, geralmente inteiramente pela oficina do artista da corte. Trocas diplomáticas de retratos de um novo monarca tornaram-se uma cortesia padrão, e a nobreza local poderia recebê-los ou comprá-los do artista. No século XX, o pintor da corte era uma posição completamente obsoleta, mesmo onde as cortes reais permaneciam. Uma variedade de retratistas da moda recebeu posições da realeza, seja por suas próprias comissões ou por outras pessoas.

## Ásia e o mundo islâmico
Nas culturas islâmicas, especialmente entre os séculos XIV e XVII, arranjos semelhantes funcionavam para miniaturistas e artistas de outras mídias. Na miniatura persa, o xá e outros governantes geralmente mantinham uma "oficina da corte" ou "ateliê" de calígrafos, miniaturistas, aglutinantes e outros ofícios, geralmente gerenciados pelo bibliotecário real. Mais do que no Ocidente, as cortes eram as patrocinadoras essenciais de comissões em larga escala, e mudanças políticas, ou mudanças nos gostos pessoais, poderiam ter um efeito significativo no desenvolvimento de um estilo. O nome pelo qual Reza Abbasi é geralmente conhecido inclui o título honorífico "Abbasi", que ele e outros receberam do xá Abas I da Pérsia para associá-los ao seu patrono. Abd al-Samad, um pintor persa que migrou para o Império Mogol, recebeu vários cargos administrativos significativos, assim como seu filho artista. A corte permaneceu o foco do mecenato da pintura nas cortes principescas "sub-mogóis" da Índia, sejam muçulmanas ou hindus; o pintor Nainsukh do século XVIII é um exemplo importante.
Na China, os pintores da corte tendiam a trabalhar em um estilo totalmente diferente e pintar diferentes assuntos para os pintores literários mais respeitados, que ilustravam principalmente paisagens em pinturas monocromáticas, embora houvesse sobreposição em ambas as direções. O estilo da corte era geralmente o que é conhecido como gongbi ("meticuloso"), de cores vivas, bastante realismo e com pinceladas precisas. Os assuntos típicos incluíam um número relativamente pequeno de retratos da família imperial, cuja exibição era amplamente restrita à própria família, animais, pássaros e flores e pinturas de cerimônias e progressos imperiais. Mas paisagens foram pintadas, algumas com vista para casas imperiais rurais no centro.

## Desenhistas em outras mídias

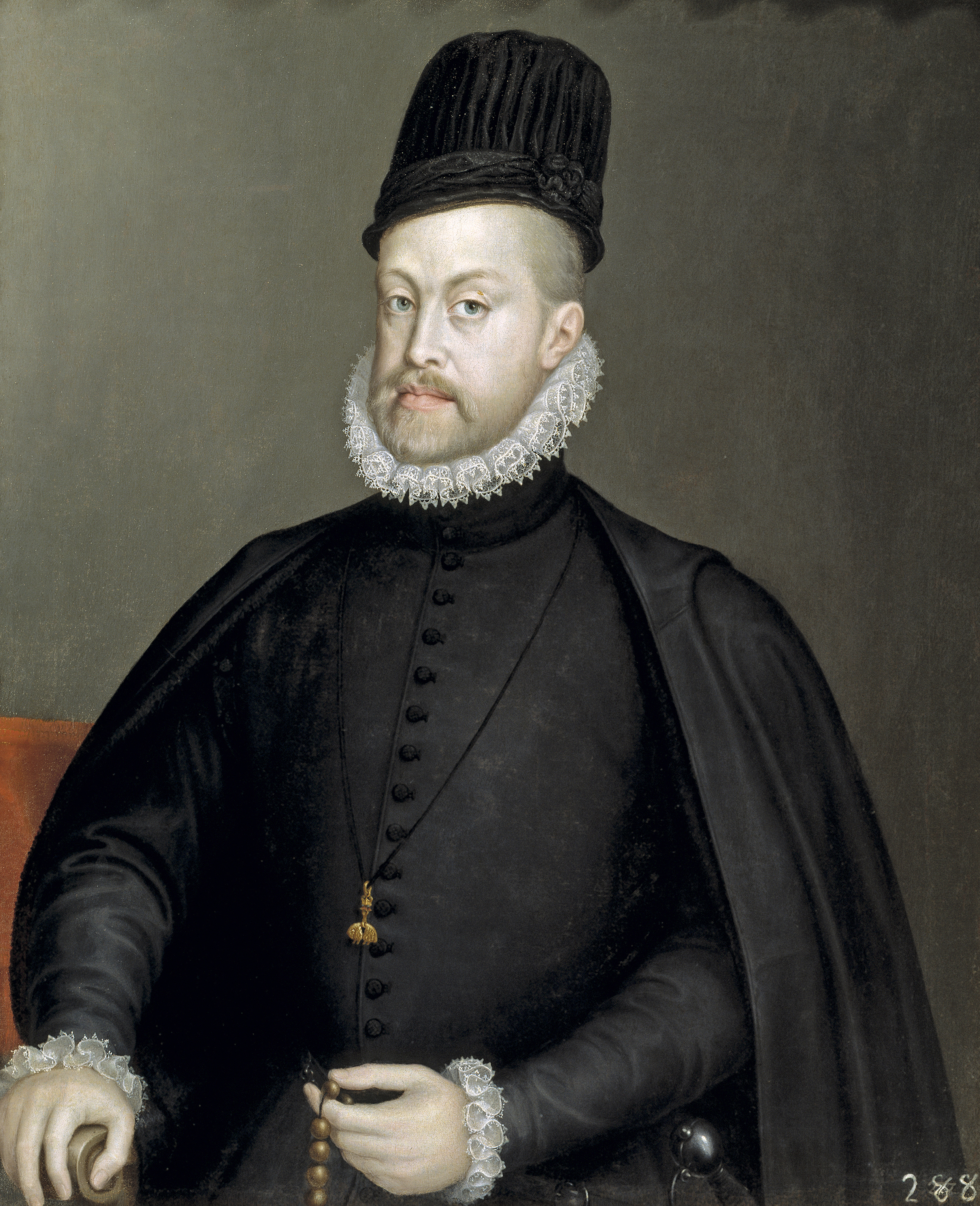
O Filipe II do Museu do Prado, reconhecido como obra de Sofonisba Anguissola

Em muitos períodos, os governantes possuíam ou controlavam oficinas ou fábricas reais que produziam tapeçarias, porcelanas ou cerâmicas de alta qualidade, sedas e outros tipos de objetos. Este foi especialmente o caso na China e no Império Bizantino. Frequentemente, os pintores e escultores da corte trabalhavam nos projetos desses produtos; por exemplo, os melhores tapetes da Pérsia, da Turquia Otomana e da Índia Mogol refletem muito de perto os desenvolvimentos de estilo encontrados em outras mídias, como a iluminação Otomana, e geralmente se supõe que os desenhos foram enviados aos tecelões pela corte. O mesmo processo pode ser melhor documentado na França do século XVII, onde o pintor da corte Charles Le Brun era diretor da Manufatura Real dos Gobelins, produzindo muito mais do que apenas tapeçarias, e também projetou as comissões reais da manufatura de tapetes da Savonnerie. Le Brun dominou e criou em grande parte o estilo encontrado nos palácios de Luís XIV, que na época era extremamente influente na França e em toda a Europa.

## Mulheres artistas da corte
Várias pintoras tiveram sucesso na obtenção de comissões de cortes, embora poucas tenham conquistado as primeiras posições. Algumas, como Sofonisba Anguissola, uma das mais bem-sucedidas, estavam especificamente a serviço da rainha e não do rei, e nomeadas dama de companhia. Isabel de Valois, a terceira rainha de Filipe II de Espanha, era uma pintora amadora, e foi considerado mais fácil em termos de protocolo da corte ter uma tutor para ela. Anguissola, de uma família italiana da aristocracia menor, foi recrutada para vir a Madri para isso, começando imediatamente após o casamento da rainha de quatorze anos. Além do estilo descontraído de retrato que ela havia desenvolvido anteriormente, aprendeu o estilo formal da corte espanhola e foi usada para retratos da realeza masculina. Atualmente, existe alguma confusão entre o trabalho dela e o do principal pintor da corte, Alonso Sánchez Coello, uma de cujas filhas também se tornou pintora e assistente do pai.
A principal mulher entre os artistas da corte dos Tudor era Levina Teerlinc, que recebia um pagamento anual de 40 libras de 1546 até sua morte em 1576, servindo assim quatro monarcas, produzindo principalmente miniaturas de retratos. Outras pintoras da corte, também todas retratistas, incluíram a pintora flamenga do Renascimento Catarina van Hemessen (1528 – depois de 1565) para Maria da Hungria, irmã de Carlos V e seu governador dos Países Baixos, Adélaïde Labille-Guiard (1749–1803) na França, Marie Ellenrieder (1791– 1863) à grã-duquesa Sofia de Baden (também vendendo obras para a rainha Vitória) e Catharina Treu (1743 – 1811) a Carlos Teodoro, eleitor da Baviera.
A pintora de flores Rachel Ruysch obteve uma posição na corte com João Guilherme, Eleitor Palatino em 1708, mas em termos que lhe permitiram permanecer em Amsterdã, viajando apenas para Düsseldorf periodicamente para entregar pinturas. Angelika Kauffmann, em 1782, recusou uma oferta da corte de Nápoles para preservar sua liberdade.

## Lista incompleta de pintores da corte
| Pintor                     | Nacionalidade      | Corte                                                                                             |
| -------------------------- | ------------------ | ------------------------------------------------------------------------------------------------- |
| Miguel António do Amaral   | Português          | José I de Portugal Maria I de Portugal José, Príncipe do Brasil                                   |
| Jacopo Amigoni             | Italiano           | Fernando VI de Espanha                                                                            |
| Frederico de Amerling      | Austríaco          | Francisco José I da Áustria                                                                       |
| Ferdinand Bauer            | Austríaco          | Príncipe do Liechtenstein                                                                         |
| Wu Bin                     | Chinês             | Dinastia Ming                                                                                     |
| Bishandas                  | Indiano            | Jahangir                                                                                          |
| Francis Bourgeois          | Inglês             | Jorge III do Reino Unido                                                                          |
| Agnolo Bronzino            | Italiano           | Médici                                                                                            |
| Giovanni Maria delle Piane | Italiano           | Isabel Farnésio                                                                                   |
| Claude Deruet              | Francês            | Carlos V, Duque de Lorena                                                                         |
| Jean-Baptiste Debret       | França             | João VI de Portugal Pedro IV de Portugal e I do Brasil                                            |
| Jacques d'Agar             | Francês            | Cristiano V da Dinamarca                                                                          |
| Dosso Dossi                | Italiano           | Afonso I d'Este Hércules II d'Este                                                                |
| Hans Dürer                 | Alemão             | Sigismundo I, o Velho                                                                             |
| Anthony van Dyck           | Flamengo           | Carlos I de Inglaterra                                                                            |
| David Klöcker Ehrenstrahl  | Sueco              | Carlos XI da Suécia                                                                               |
| Jan van Eyck               | Flamengo           | Filipe, o Bom                                                                                     |
| Domenico Fetti             | Italiano           | Família Gonzaga                                                                                   |
| Jean Fouquet               | Francês            | Luís XI da França                                                                                 |
| Nuno Gonçalves             | Português          | Afonso V de Portugal Joana, Princesa de Portugal                                                  |
| Francisco Goya             | Espanhol           | Carlos III da Espanha Carlos IV da Espanha Fernando VII da Espanha                                |
| Carl Haag                  | Anglo-alemão       | Vitória Duque de Saxe-Coburgo-Gota                                                                |
| George Hayter              | Inglês             | Vitória                                                                                           |
| Hans Holbein, o Jovem      | Alemão             | Henrique VIII da Inglaterra                                                                       |
| Hyewon                     | Coreano            | Dinastia Joseon                                                                                   |
| Jens Juel                  | Dinamarquês        | Cristiano VII da Dinamarca                                                                        |
| Cristóvão de Morais        | Português          | João III de Portugal João Manuel, Príncipe de Portugal Sebastião de Portugal                      |
| Abdulcelil Levni           | Turco              | Mustafá II Amade III                                                                              |
| Louis-Michel van Loo       | Francês            | Filipe V de Espanha                                                                               |
| Vieira Lusitano            | Português          | José I de Portugal Maria I de Portugal                                                            |
| Andrea Mantegna            | Italiano           | Mântua                                                                                            |
| Tosa Mitsuoki              | Japonês            | Edo                                                                                               |
| Uemura Shōen               | Japonês            | Imperador Shōwa                                                                                   |
| Bernaert van Orley         | Flamengo           | Margarida de Áustria Maria de Habsburgo                                                           |
| Francesco Francia          | Italiano           | Mântua                                                                                            |
| Peter Paul Rubens          | Flamengo           | Vicente I Gonzaga Filipe IV de Espanha                                                            |
| Rachel Ruysch              | Holandês           | João Guilherme, Eleitor Palatino                                                                  |
| Lucienne de Saint-Mart     | Francês            | Nicolau II da Rússia                                                                              |
| Alonso Sánchez Coello      | Espanhol Português | João III de Portugal João Manuel, Príncipe de Portugal Filipe II de Espanha Sebastião de Portugal |
| Louis de Silvestre         | Francês            | Augusto II da Polônia Augusto III da Polônia                                                      |
| Domingos Sequeira          | Português          | João VI de Portugal                                                                               |
| Pieter Snayers             | Flamengo           | Fernando da Áustria Leopoldo Guilherme da Áustria                                                 |
| Dirk Stoop                 | Holandês           | João IV de Portugal Catarina de Bragança Carlos II de Inglaterra                                  |
| Ticiano                    | Italiano           | Carlos V Filipe II de Espanha                                                                     |
| Giuseppe Troni             | Italiano           | Maria I de Portugal João VI de Portugal                                                           |
| Diego Velázquez            | Espanhol           | Filipe IV de Espanha                                                                              |
| Jan Vermeyen               | Holandês           | Margarida de Áustria, duquesa de Saboia                                                           |
| Zhang Zeduan               | Chinês             | Dinastia Sung                                                                                     |
| Sofonisba Anguissola       | Italiano           | Filipe II de Espanha                                                                              |
| Matthias Grünewald         | Alemão             | Uriel von Gemmingen, Arcebispo de Mainz                                                           |
| Sanwlah                    | Império Mogol      | Jahangir                                                                                          |